# Третий парк
АО «Третий парк» (ТП) — акционерное общество, холдинговая организация в сфере транспорта и туризма Санкт-Петербурга и Ленинградской области. Один из крупнейших негосударственных автобусных перевозчиков Северо-Запада России. Дочерние компании холдинга также обслуживают автобусные маршруты Махачкалы. 
По состоянию на август 2025 года «Третий парк» обслуживает 120 автобусных маршрутов в Санкт-Петербурге и Ленинградской области. Ежедневный выпуск на маршруты составляет около 1000 автобусов различной вместимости. Дочерние компании холдинга обслуживают 29 маршрутов в Дагестане: 28 муниципальных (Махачкала) и один межмуниципальный. В состав холдинга входят несколько туристических проектов.

## История
Компания считается преемником созданного в 1960 году Автохозяйства легковых автомобилей № 2. В 1963 году автохозяйство было преобразовано в Таксомоторный парк № 7. В 1969 году таксопарк был переименован в Ленинградское пассажирское таксомоторное предприятие № 7 (ЛПТП № 7). В 1976 году в состав ЛПТП № 7 в качестве филиала вошло автотранспортное предприятие на Учительской улице. В связи с этим Ленинградское пассажирское таксомоторное предприятие № 7 был преобразовано в Ленинградское производственное объединение пассажирского таксомоторного транспорта № 3 (ЛПОПТТ № 3). До начала 1990-х годов организация занималась легковыми таксомоторными перевозками.
В начале 1990-х годов предприятие было приватизировано. Легковые автомобили были проданы, а на вырученные деньги были приобретены 20 микроавтобусов РАФ-2203 «Латвия». С этого времени компания стала заниматься автобусными перевозками в режиме маршрутных такси. 16 июля 1992 года компания получила современное название «Третий парк».
Автобусный парк предприятия постоянно пополнялся и обновлялся. В 1995 году в предприятии было уже 150 единиц подвижного состава, а в 2001 году это число достигло 551. Предприятие стало лидером среди негосударственных автобусных перевозчиков Санкт-Петербурга. Основными марками автобусов были «Псковавто-2214» и «ГАЗель». В 2001 году было приобретено 95 микроавтобусов Ford Transit XL2002. В 2002 году в предприятии появились автобусы большой вместимости — MAN, ранее работавшие в Германии. Также в 2000-е годы приобретались автобусы средней вместимости Mercedes-Benz Vario 612D.
В 2001 году генеральным директором «Третьего парка» стал Владимир Дьяковский (после смерти в 2000-м году основателя и бывшего директора компании Игоря Крючкова).
В 2004 году Правительство Санкт-Петербурга анонсировало планы по привлечению негосударственных автобусных перевозчиков к обслуживанию социальных маршрутов через проведение конкурсных процедур. С целью участия в этом процессе «Третий парк» приобрёл 50 автобусов НефАЗ-5299 большой вместимости. Однако первый конкурс был признан несостоявшимся, и эти автобусы стали использоваться на коммерческих маршрутах.
В конце 2005 года состоялся новый конкурс на обслуживание автобусных маршрутов Санкт-Петербурга. «Третий парк» был признан его победителем по всем 11 лотам, на которые он претендовал. В соответствии с этим компания должна была обслуживать 68 социальных маршрутов. Для этого в конце 2005 — начале 2006 годов было приобретено 175 китайских автобусов Golden Dragon XML6112 большой вместимости, а также 200 микроавтобусов «ГАЗель» для коммерческих маршрутов. 1 февраля 2006 года компания приступила к обслуживанию первых социальных маршрутов Санкт-Петербурга, а к маю 2006 года выпустила свои автобусы на все полученные по конкурсу маршруты. В конце 2006 года было дополнительно приобретено 50 автобусов Golden Dragon XML6112, а также 150 автобусов Golden Dragon XML6720 средней вместимости. Однако несмотря на это компания уступила лидерство в транспортной сфере холдингу «Питеравто».
С 17 ноября 2007 года компания заменила 6 коммерческих маршрутов, проходивших по Лиговскому проспекту, на соответствующие социальные маршруты, что стало первым подобным явлением в Санкт-Петербурге.
В 2013 году компания запустила бесплатный беспроводной доступ в интернет (Wi-Fi) в автобусе маршрута № 101. В 2017—2018 годах Wi-Fi был запущен во всём подвижном составе.
В 2016 году Кирилл Дьяковский сменил Владимира Дьяковского на посту генерального директора компании.
В 2017 году компания открыла новый филиал в Махачкале, столице республики Дагестан. Изначально компания планировала выйти на рынок маршрутных перевозок в Северной Осетии, однако позднее изменило планы и вышло на маршрутный рынок Махачкалы. Предприятие приобрело 50 автобусов ПАЗ-3203. Позднее компания поглотила трёх местных перевозчиков.
27 апреля 2019 года «Третий парк» приступил к обслуживанию маршрута № 1565 Санкт-Петербург — Лаппеэнранта — Хельсинки. Для этого было закуплено 4 автобуса междугороднего класса Golden Dragon XML6126JR. По состоянию на июль 2022 года маршрут закрыт из-за коронавирусных ограничений. В январе 2023 года данные автобусы были переданы в подконтрольную «Третьему парку» Петербургскую Транспортную Компанию.
В 2021-2022 году в ходе подготовки к транспортной реформе в Санкт-Петербурге компания опробовала, а затем и закупила новые автобусы ЛиАЗ-5292.67 СПГ (250 машин), МАЗ-206.945/.947 (300 машин), МАЗ-203.С45 (17 машин), МАЗ-203.С46 (24 машины), а также НефАЗ-5299-40-57 КПГ/СПГ (360 машин). Все новые автобусы работают на природном газе и окрашены в единый для всех петербургских социальных автобусов лазурный цвет. Также была произведена реконструкция площадки «Горская».
В январе 2022 года управляющий и фактический владелец «Третьего парка» Кирилл Дьяковский стал собственником Петербургской Транспортной Компании.
С 15 июля 2022 года компания полностью перешла на новую модель транспортного обслуживания пассажиров в Санкт-Петербурге. Все автобусы на 114 маршрутах заработали по новым государственным контрактам.    

## Структура
Основными акционерами компании являются:
- Дьяковская Евгения Михайловна (50,85%)
- Дьяковский Кирилл Владимирович (управляющий, 14%)

Кроме них членами совета директоров являются:
- Осипов Сергей Васильевич
- Сибирев Игорь Валентинович (главный инженер)
- Хазов Александр Михайлович (заместитель генерального директора)
- Праслов Александр Витальевич

Управление предприятием организовано посредством следующих структурных подразделений:
- Служба эксплуатации
- Техническая служба
- Отдел безопасности движения
- Контрольно-ревизионный отдел
- IT-подразделение
- Отдел кадров

## Подвижной состав

### Санкт-Петербург и Ленинградская область
По состоянию на август 2025 года автобусный парк компании насчитывает около 1200 единиц подвижного состава. Бортовая нумерация у автобусов 2021—2024 годов выпуска находится в пределах 31*** — 39***. 
В ходе транспортной реформы 2022 года «Третий парк» изменил систему своих бортовых номеров. Теперь они состоят из 5 цифр, и по ним нельзя определить площадку выпуска (автоколонну). Также теперь в бортовом номере отсутствует повторение цифр государственного регистрационного номера. 5-значные бортовые номера также используют ООО «Домтрансавто», которая начала обслуживать маршруты Санкт-Петербурга 1 апреля 2022 года, и ООО «Вест-Сервис».  
На автобусах, обслуживающих маршрут № 562 в Ленинградской области (автоколонна 12), и на остальных автобусах предприятия, система бортовых номеров отличается от нумерации автобусов, работающих по государственным контрактам в Санкт-Петербурге. Большинство из них не эксплуатируется, два десятка машин работают в качестве хозтранспорта, учебных, заказных автобусов (автоколонны 5, 7). Одна машина работает на маршруте «Форт Константин».
Для хранения и технического обслуживания автобусов компания имеет 3 собственных площадки:
- Витебский проспект, 9 (ГАТП-21)
- Лисий Нос, Приморское шоссе, 140, корпус 3 (Горская); также является юридическим адресом[4]
- Зеленогорск, Выборгская улица, 12 (Зеленогорск)

| Марка, модель               | Площадка (автоколонна)                                   | Годы выпуска | Количество | Нумерация                                                      |
| --------------------------- | -------------------------------------------------------- | ------------ | ---------- | -------------------------------------------------------------- |
| Neoplan N316SHD Transliner  | отсутствует                                              | 1993         | 1          | старая система нумерации либо бортовой номер отсутствует       |
| MAN R07 Lion’s Coach        | отсутствует                                              | 2011         | 1          | старая система нумерации либо бортовой номер отсутствует       |
| Golden Dragon XML6125CR     | 7, 16, 20 (не эксплуатируются)                           | 2011—2012    | 10         | старая система нумерации либо бортовой номер отсутствует       |
| Volkswagen Crafter          | 2, 6, 11, 17 (не эксплуатируются), 5, 7                  | 2009—2012    | 10         | старая система нумерации либо бортовой номер отсутствует       |
| МАЗ-103                     | 16, 19, 20 (не эксплуатируются)                          | 2012—2013    | 26         | старая система нумерации либо бортовой номер отсутствует       |
| ПАЗ-320402-05               | 2, 3, 4, 6 (не эксплуатируются)                          | 2012—2016    | 7          | старая система нумерации либо бортовой номер отсутствует       |
| ПАЗ 320435-04 «Vector Next» | 2, 3, 4, 6, 11, 20 (не эксплуатируются), Горская (7, 12) | 2018—2020    | 188        | 39***/старая система нумерации либо бортовой номер отсутствует |
| ГАЗ-A64R42 Next             | 2, 4, 6, 7, 11, 17 (не эксплуатируются)                  | 2016—2017    | 56         | старая система нумерации либо бортовой номер отсутствует       |
| ГАЗель City                 | 2, 4 (не эксплуатируются), Зеленогорск                   | 2020—2021    | 12         | 37***/старая система нумерации либо бортовой номер отсутствует |
| ЛиАЗ-5292.67 СПГ            | Горская, Зеленогорск                                     | 2021         | 249        | 31***                                                          |
| МАЗ-203.С45/.С46            | Горская, Зеленогорск                                     | 2021—2022    | 17/24      | 33***/34***                                                    |
| НефАЗ-5299-40-57 КПГ/СПГ    | ГАТП-21, Горская                                         | 2022         | 61/303     | 35***/36***                                                    |
| МАЗ-206.945/.947            | Горская, ГАТП-21, Зеленогорск                            | 2021—2022    | 261/39     | 32***                                                          |
| КамАЗ-4290                  | Горская (испытания)                                      | 2024         | 1          |                                                                |
| НефАЗ-5299-30-57 КПГ        | ГАТП-21                                                  | 2024         | 19         | 38***                                                          |

### Дагестан
По состоянию на январь 2024 года, дочерние компании АО «Третий парк» в Дагестане — ООО «Астория», ООО «СКтранс» и ООО «Трансфлот» — эксплуатируют всего 145 автобусов, при этом часть машин была передана из Санкт-Петербурга. Всего компании обслуживают 29 маршрутов: 28 муниципальных (Махачкала) и один межмуниципальный.
| Марка, модель                     | Годы выпуска                 | Количество |
| --------------------------------- | ---------------------------- | ---------- |
| ГАЗ-A64R42 Next                   | 2016                         | 16         |
| ГАЗ-A64R45 Next                   | 2018—2020                    | 73         |
| ГАЗель City                       | 2020                         | 4          |
| Луидор-225019                     | 2020                         | 9          |
| НефАЗ-5299-30-57 КПГ              | 2023                         | 29         |
| Ford Transit                      | 1997                         | 1          |
| Mercedes-Benz Sprinter            | 2004, 2009                   | 2          |
| ГАЗель                            | 2003, 2004, 2007, 2010, 2012 | 7          |
| Нижегородец-222709 (Ford Transit) | 2012                         | 1          |
| Нижегородец-2227UU (IVECO Daily)  | 2012                         | 1          |
| ПАЗ 320435-04 «Vector Next»       | 2019                         | 2          |

## Автобусные маршруты

### Маршруты города Санкт-Петербурга
Маршрутная сеть АО «Третий парк» охватывает все районы Санкт-Петербурга, кроме Колпинского и Петродворцового. Автобусные маршруты Санкт-Петербурга курируются СПб ГКУ «Организатор перевозок». На этих маршрутах используются НефАЗ-5299, ЛиАЗ-5292, ГАЗель City, МАЗ-203 и МАЗ-206. Городские маршруты имеют номера в диапазоне 1—399, пригородные — 400—699. На всех маршрутах возможна активация отложенного пополнения карты «Подорожник».
| №    | Конечная остановка 1                | Конечная остановка 2                         | Площадка (автоколонна) | Подвижной состав               | Примечания                             | Изменения |
| ---- | ----------------------------------- | -------------------------------------------- | ---------------------- | ------------------------------ | -------------------------------------- | --- |
| 1Кр  | Кронштадт, Ленинградская пристань   | Кронштадт, Макаровские ворота                | Горская                | НефАЗ-5299                     |                                        | |
| 2Кр  | Кронштадт, Ленинградская пристань   | Кронштадт, Форт Шанц                         | Горская                | ЛиАЗ-5292                      |                                        | |
| 2Л   | Ломоносов, вокзал                   | Кронштадт, Гражданская улица                 | Горская                | НефАЗ-5299                     |                                        | |
| 3Кр  | Кронштадт, Ленинградская пристань   | Кронштадт, квартал 19Б                       | Горская                | НефАЗ-5299                     |                                        | |
| 10   | Крестовский остров                  | Балтийский вокзал                            | ГАТП-21                | НефАЗ-5299                     |                                        | |
| 14   | Крестовский остров                  | Выборгская                                   | ГАТП-21                | НефАЗ-5299                     |                                        | |
| 21   | Ладожская                           | Площадь Ленина                               | ГАТП-21                | МАЗ-206                        |                                        | Продлён с 25 октября 2022 года в связи с закрытием Чернышевская (на период реконструкции)                                  |
| 25   | Крестовский остров                  | Вазаский переулок                            | ГАТП-21                | НефАЗ-5299                     |                                        | |
| 38   | Репищева улица                      | АО «ОДК-Климов»                              | Горская                | МАЗ-206                        |                                        | |
| 45   | Удельная                            | Десятинный переулок                          | Горская                | ЛиАЗ-5292                      |                                        | |
| 60   | Придорожная аллея                   | Лесная                                       | ГАТП-21                | НефАЗ-5299                     |                                        | |
| 69   | Проспект Культуры                   | Политехническая                              | ГАТП-21                | НефАЗ-5299                     |                                        | |
| 75   | Улица Жени Егоровой                 | Новосёлки, Карьер                            | Горская                | МАЗ-206, НефАЗ-5299            |                                        | |
| 78   | Станция Ручьи                       | Улица Академика Байкова                      | ГАТП-21                | МАЗ-206                        |                                        | |
| 79   | Чёрная речка                        | Глухарская улица                             | Горская                | ЛиАЗ-5292                      |                                        | |
| 84   | Станция Песочная                    | Новосёлки, Карьер                            | Горская                | МАЗ-206                        |                                        | |
| 85   | Улица Шаврова                       | Озерки                                       | Горская                | ЛиАЗ-5292                      |                                        | Последнее изменение 1 сентября 2023 года                                                                                   |
| 99   | Улица Жени Егоровой                 | Бугры                                        | ГАТП-21                | НефАЗ-5299                     |                                        | |
| 101  | Кронштадт, Ленинградская пристань   | Старая Деревня                               | Горская                | НефАЗ-5299                     |                                        | Номер маршрута изменён 16 января 2023 года                                                                                 |
| 101Э | Кронштадт, Гражданская улица        | Старая Деревня                               | Горская                | МАЗ-203, НефАЗ-5299, ЛиАЗ-5292 | Экспресс-маршрут                       | |
| 104  | Улица Жени Егоровой                 | Парнас                                       | Горская                | НефАЗ-5299, ЛиАЗ-5292          | Односторонний маршрут                  | |
| 109  | Платформа Песочная                  | Озерки                                       | ГАТП-21                | НефАЗ-5299                     |                                        | |
| 109Б | Западная Лица                       | Озерки                                       | ГАТП-21                | НефАЗ-5299                     |                                        | Продлён 31 июля 2023 года                                                                                                  |
| 110  | Песочный, танковый военный городок  | Озерки                                       | ГАТП-21                | НефАЗ-5299                     | Не работает по воскресеньям            | Продлён 31 июля 2023 года с изменением номера                                                                              |
| 112  | Станция Удельная                    | ЖК «Юнтолово»                                | Горская                | МАЗ-206                        |                                        | |
| 120  | Лахтинский разлив                   | ЖК «Юнтолово»                                | Горская                | МАЗ-206                        |                                        | |
| 121  | Улица Жени Егоровой                 | Улица Черкасова                              | ГАТП-21                | НефАЗ-5299                     |                                        | Последнее изменение 31 июля 2023 года                                                                                      |
| 122  | Репищева улица                      | Чёрная речка                                 | Горская                | ЛиАЗ-5292                      |                                        | |
| 125  | Старая Деревня                      | Старая Деревня                               | Горская                | НефАЗ-5299, ЛиАЗ-5292          | Кольцевой маршрут                      | |
| 126  | Старая Деревня                      | Старая Деревня                               | Горская                | НефАЗ-5299, ЛиАЗ-5292          | Кольцевой маршрут                      | Последнее изменение 11 сентября 2023 года                                                                                  |
| 134А | Лахтинский Разлив                   | Репищева улица                               | Горская                | ЛиАЗ-5292                      | Односторонний маршрут                  | |
| 134Б | Репищева улица                      | Лахтинский Разлив                            | Горская                | ЛиАЗ-5292                      | Односторонний маршрут                  | |
| 135  | Плесецкая улица                     | АО «ОДК-Климов»                              | Горская                | НефАЗ-5299, ЛиАЗ-5292          |                                        | |
| 139  | Парнас                              | Улица Черкасова                              | ГАТП-21                | НефАЗ-5299                     |                                        | |
| 148  | Парнас                              | Улица Жени Егоровой                          | Горская                | НефАЗ-5299                     | Односторонний маршрут                  | |
| 154А | Старая Деревня                      | Шуваловский проспект                         | Горская                | НефАЗ-5299                     |                                        | |
| 166  | Старая Деревня                      | Камышовая улица                              | Горская                | НефАЗ-5299                     |                                        | |
| 167  | Улица Жени Егоровой                 | Садоводство «Климовец»                       | Горская                | ЛиАЗ-5292                      |                                        | |
| 170  | Лахтинский разлив                   | Репищева улица                               | Горская                | НефАЗ-5299, ЛиАЗ-5292          |                                        | |
| 173  | Улица Жени Егоровой                 | Каменка                                      | Горская                | МАЗ-206                        |                                        | |
| 175  | Ломоносов, вокзал                   | Кронштадт, Гражданская улица                 | Горская                | НефАЗ-5299                     |                                        | |
| 180А | Улица Жени Егоровой                 | ЖК «Новая Скандинавия»                       | Горская                | МАЗ-206                        |                                        | |
| 182  | Афонская улица                      | Глухарская улица                             | Горская                | НефАЗ-5299, ЛиАЗ-5292          |                                        | Последнее изменение 1 ноября 2023 года                                                                                     |
| 194  | ООО «Хенде Мотор Мануфактуринг Рус» | Комендантский проспект                       | Горская                | ЛиАЗ-5292                      |                                        | |
| 199  | Станция Ручьи                       | Толубеевский проезд                          | ГАТП-21                | МАЗ-206                        |                                        | Последнее изменение 1 октября 2022 года (ранее следовал до Парнас)                                                         |
| 202  | Станция Ручьи                       | Глухарская улица                             | Горская                | НефАЗ-5299                     |                                        | |
| 207  | Улица Жени Егоровой                 | Кронштадт, Гражданская улица                 | Горская                | МАЗ-206                        |                                        | |
| 208  | Репищева улица                      | Гражданский проспект                         | Горская                | МАЗ-206                        |                                        | |
| 211  | Чёрная речка                        | Зеленогорск, вокзал                          | Горская, Зеленогорск   | ЛиАЗ-5292, МАЗ-203             |                                        | |
| 211Э | Чёрная речка                        | Зеленогорск, вокзал                          | Зеленогорск            | МАЗ-203, ЛиАЗ-5292             | Экспресс-маршрут                       | Последнее изменение 31 июля 2023 года                                                                                      |
| 213  | Зеленогорск, вокзал                 | 21 км                                        | Зеленогорск            | ЛиАЗ-5292                      |                                        | |
| 215  | Сестрорецк, улица Володарского      | Кронштадт, Гражданская улица                 | Горская                | НефАЗ-5299                     |                                        | |
| 216  | Беговая                             | Сестрорецк, Курортная улица                  | Горская                | ЛиАЗ-5292                      |                                        | |
| 216А | Старая Деревня                      | Сестрорецк, улица Борисова                   | Горская                | НефАЗ-5299                     |                                        | |
| 219  | Удельная                            | Шуваловский путепровод                       | Горская                | ЛиАЗ-5292                      |                                        | |
| 223  | Старая Деревня                      | Арцеуловская аллея                           | Горская                | ЛиАЗ-5292                      |                                        | |
| 227  | Крестовский остров                  | Арцеуловская аллея                           | Горская                | ЛиАЗ-5292, НефАЗ-5299          |                                        | |
| 230  | Станция Пискарёвка                  | Уральская улица                              | ГАТП-21                | НефАЗ-5299                     |                                        | |
| 234  | Река Оккервиль                      | Финляндский вокзал                           | ГАТП-21                | МАЗ-206                        |                                        | |
| 235  | Старая Деревня                      | Земский переулок                             | Горская                | МАЗ-206                        |                                        | C 24 июня по 19 августа 2023 года (в связи с закрытием Пионерская) следовал до Удельная                                    |
| 237  | Станция Ручьи                       | Новоколомяжский проспект                     | Горская                | ЛиАЗ-5292, НефАЗ-5299          |                                        | Продлён 28 ноября 2022 года (ранее следовал до станции Пискарёвка)                                                         |
| 240  | Проспект Культуры                   | Деревня Новая                                | ГАТП-21                | НефАЗ-5299                     |                                        | |
| 248  | Проспект Просвещения                | ТК «МЕГА Парнас»                             | Горская                | ЛиАЗ-5292                      |                                        | |
| 250  | Станция Ручьи                       | Чёрная речка                                 | Горская                | МАЗ-206                        |                                        | |
| 251  | Придорожная аллея                   | Выборгская                                   | ГАТП-21                | МАЗ-206                        |                                        | |
| 258  | Старая Деревня                      | Плесецкая улица                              | Горская                | НефАЗ-5299                     |                                        | Последнее изменение 1 ноября 2023 года                                                                                     |
| 259  | Озерки                              | Платформа Дибуны                             | Горская                | МАЗ-206                        |                                        | Последнее изменение 1 сентября 2023 года                                                                                   |
| 263  | Двинская улица                      | Улица Пилотов, 61                            | ГАТП-21                | НефАЗ-5299                     |                                        | |
| 264  | Станция Пискарёвка                  | Большой Смоленский проспект                  | ГАТП-21                | НефАЗ-5299                     |                                        | |
| 267  | Площадь Ленина                      | Шуваловский путепровод                       | Горская                | ЛиАЗ-5292, НефАЗ-5299          |                                        | Продлён 1 мая 2022 года (первоначально работал до Выборгская), последнее изменение 1 ноября 2023 года и 9 января 2024 года |
| 275  | Улица Жени Егоровой                 | Василеостровская                             | ГАТП-21                | НефАЗ-5299                     |                                        | |
| 279  | Старая Деревня                      | Удельная                                     | Горская                | ЛиАЗ-5292                      |                                        | Последнее изменение 11 сентября 2023 года                                                                                  |
| 283  | Станция Ручьи                       | Проспект Просвещения                         | ГАТП-21                | МАЗ-206                        |                                        | Последнее изменение 1 сентября 2023 года                                                                                   |
| 285  | Река Оккервиль                      | Уткина Заводь                                | ГАТП-21                | МАЗ-206                        |                                        | Последнее изменение 16 декабря 2024 года                                                                                   |
| 293  | ЖК «Новая Охта»                     | Пионерская                                   | ГАТП-21                | МАЗ-206                        |                                        | |
| 294  | Станция Ручьи                       | Старая Деревня                               | ГАТП-21                | НефАЗ-5299                     |                                        | Последнее изменение 11 сентября 2023 года                                                                                  |
| 302  | Сестрорецк, набережная реки Сестры  | Сестрорецк, Приозёрная улица                 | Горская                | МАЗ-206                        |                                        | |
| 303  | Лахтинский разлив                   | Приозёрная улица                             | Горская                | МАЗ-206                        |                                        | Последнее изменение 6 февраля 2023 года                                                                                    |
| 304  | Сестрорецк, 38-й квартал            | 21 км                                        | Горская                | МАЗ-206                        |                                        | |
| 305  | Зеленогорск, вокзал                 | Жилгородок                                   | Зеленогорск            | ЛиАЗ-5292                      |                                        | |
| 306  | Сестрорецк, Курортная улица         | Детский санаторий «Солнечное»                | Зеленогорск            | МАЗ-206                        |                                        | |
| 307  | Сестрорецк, Курортная улица         | Сестрорецк, платформа Горская                | Зеленогорск            | МАЗ-206                        | Односторонний маршрут                  | Последнее изменение 9 января 2024 года                                                                                     |
| 309  | Сестрорецк, платформа Горская       | Сестрорецк, Курортная улица                  | Зеленогорск            | МАЗ-206                        | Односторонний маршрут                  | |
| 310  | Сестрорецк, 38-й квартал            | Санаторий «Белые Ночи» и «Дюны»              | Зеленогорск            | МАЗ-206                        |                                        | |
| 311  | Сестрорецк, Курортная улица         | Сестрорецк, улица Володарского               | Зеленогорск            | МАЗ-206                        | Односторонний маршрут                  | |
| 312  | Сестрорецк, улица Володарского      | Сестрорецк, Курортная улица                  | Зеленогорск            | МАЗ-206                        | Односторонний маршрут                  | |
| 315  | Сестрорецк, Курортная улица         | Платформа Песочная                           | Зеленогорск            | ЛиАЗ-5292                      |                                        | Последнее изменение 31 июля 2023 года                                                                                      |
| 318  | Зеленогорск, вокзал                 | Серово                                       | Зеленогорск            | ГАЗель City                    |                                        | |
| 319  | Зеленогорск, вокзал                 | Санаторий «Сосновая Поляна»                  | Зеленогорск            | ЛиАЗ-5292                      |                                        | |
| 320  | Зеленогорск, вокзал                 | Зеленогорск, вокзал                          | Зеленогорск            | ГАЗель City                    | Кольцевой маршрут                      | |
| 321  | Зеленогорск, вокзал                 | Решетниково                                  | Зеленогорск            | ЛиАЗ-5292                      |                                        | |
| 322  | Зеленогорск, вокзал                 | Решетниково                                  | Зеленогорск            | МАЗ-206                        |                                        | |
| 399  | Бугры, Шоссейная улица              | Площадь Мужества                             | ГАТП-21                | НефАЗ-5299                     |                                        | |
| 404  | Зеленогорск, вокзал                 | Подгорное                                    | Зеленогорск            | ГАЗель City                    |                                        | |
| 406  | Кронштадт, Гражданская улица        | СНТ «Красногорские Покосы»                   | Горская                | ЛиАЗ-5292                      | Сезонный маршрут (летний, май—октябрь) | |
| 408  | Репино, вокзал                      | Ленинское                                    | Зеленогорск            | МАЗ-206                        |                                        | |
| 410  | Зеленогорск, вокзал                 | Первомайское                                 | Зеленогорск            | ЛиАЗ-5292                      |                                        | |
| 415  | Зеленогорск, вокзал                 | 53 км автодороги «СПб — Парголово — Огоньки» | Зеленогорск            | ГАЗель City                    |                                        | |
| 415А | Зеленогорск, вокзал                 | 53 км автодороги «СПб — Парголово — Огоньки» | Зеленогорск            | ГАЗель City                    | Односторонний маршрут                  | |
| 415Ш | Зеленогорск, вокзал                 | Выборгское шоссе, 764 км                     | Зеленогорск            | ЛиАЗ-5292                      | Не работает по воскресеньям            | |
| 420  | Зеленогорск, вокзал                 | Красная Долина                               | Зеленогорск            | МАЗ-206                        |                                        | |
| 420А | Зеленогорск, вокзал                 | Озерки                                       | Зеленогорск            | МАЗ-206                        |                                        | |
| 420Б | Зеленогорск, вокзал                 | Пески                                        | Зеленогорск            | МАЗ-206                        |                                        | |
| 433  | Улица Жени Егоровой                 | Агалатово                                    | Горская                | ЛиАЗ-5292                      |                                        | |
| 435  | Улица Жени Егоровой                 | Елизаветинка                                 | Горская                | МАЗ-206                        |                                        | |
| 436  | Улица Жени Егоровой                 | Ненимяки                                     | Горская                | МАЗ-206                        |                                        | |
| 483  | Зеленогорск, вокзал                 | Санаторий «Сосновый Бор»                     | Зеленогорск            | МАЗ-206                        |                                        | |
| 483А | Зеленогорск, вокзал                 | Санаторий «Сосновый Бор»                     | Зеленогорск            | МАЗ-206                        |                                        | |
| 494  | Белоостров, вокзал                  | Садоводство «Сады»                           | Зеленогорск            | ЛиАЗ-5292                      |                                        | |
| 497  | Платформа Песочная                  | Сертолово, микрорайон Чёрная Речка           | Зеленогорск            | МАЗ-206                        |                                        | |
| 552  | Зеленогорск, вокзал                 | Ильичёво, дом-музей В. И. Ленина             | Зеленогорск            | ГАЗель City                    |                                        | |
| 552А | Зеленогорск, вокзал                 | Ильичёво, дом-музей В. И. Ленина             | Зеленогорск            | ЛиАЗ-5292                      |                                        | |
| 555  | Придорожная аллея                   | 45 км автодороги «СПб — Парголово — Огоньки» | Горская                | МАЗ-206                        | Сезонный маршрут (летний, май—октябрь) | Последнее изменение 1 сентября 2023 года                                                                                   |
| 567  | Придорожная аллея                   | Елизаветинка                                 | Горская                | МАЗ-206                        |                                        | |

### Маршруты Ленинградской области
Маршрутная сеть АО «Третий парк» в Ленинградской области включает 6 маршрутов, проходящих по Всеволожскому району.
| №     | Конечная остановка 1           | Конечная остановка 2                  | Площадка (автоколонна) | Подвижной состав       | Примечания | Изменения |
| ----- | ------------------------------ | ------------------------------------- | ---------------------- | ---------------------- | --- | --------- |
| 462   | Ладожский вокзал               | Углово                                | ГАТП-21                | НефАЗ-5299             | |           |
| 531   | Ладожский вокзал               | Всеволожск, ЦРБ                       | ГАТП-21                | НефАЗ-5299             | |           |
| К-545 | Лукаши                         | Московская                            |                        | ПАЗ-3204 «Vector Next» | Маршрут передан Комитетом Ленинградской области по транспорту; возможен переход в разряд «социальных» маршрутов |           |
| 557   | Медицинский центр «Белоостров» | Озерки                                | Горская                | МАЗ-206                | |           |
| 562   | Девяткино                      | Новое Девяткино, завод «Турбоатомгаз» | Горская (12)           | ПАЗ-3204 «Vector Next» | Работает с интервалами до 15 минут                                                                              |           |
| 665   | Девяткино                      | Бугры, ЖК «Стороны света»             | Горская                | ПАЗ-3204 «Vector Next» | |           |
| 670   | Девяткино                      | СНТ «Грузино-8»                       | Горская                | ПАЗ-3204 «Vector Next» | |           |

### Прочие маршруты
| Название          | Конечная остановка 1   | Конечная остановка 2 | Площадка (автоколонна) | Подвижной состав       | Примечания |
| ----------------- | ---------------------- | -------------------- | ---------------------- | ---------------------- | ---------- |
| «Водоходъ»        | Причал «Уткина Заводь» | Пролетарская         | ГАТП-21                | НефАЗ-5299             |            |
| «Форт Константин» | Кронштадт              | Форт «Константин»    | Горская (7)            | ПАЗ-3204 «Vector Next» |            |

## Туристические проекты
- Форт «Константин»[21]
- Историко-развлекательный комплекс «Шалаш»
- Кронштадтский яхт-клуб
- Пляжно-развлекательный комплекс «High Dive» в Комарове

## Критика

### Борьба с конкурентами
В 2009-2012 годах «Третий парк» привлекал охранную фирму «Арес» для борьбы с конкурентами. На некоторых остановках вооружённые люди препятствовали подъезду микроавтобусов других перевозчиков и частных автомобилей, которые осуществляли перевозку пассажиров по маршрутам «Третьего парка». Статус отдельных перевозчиков оценивался Комитетом по транспорту Петербурга как нелегальный, поскольку они проиграли либо не участвовали в конкурсе и не имели с городом договоров на обслуживание данных маршрутов. Но в большинстве случаев именно «Третий парк» захватывал ранее образовавшиеся и ранее согласованные независимыми перевозчиками с Комитетом по транспорту маршруты.

### Прочее
В 2013-2016 годах «Третий парк» незаконно перекрывал движение по участку 5-й Тарховской улицы в Сестрорецке. Там компания арендует участок для швартовки и хранения парома. Открыть ворота в заборе компания была вынуждена только после требования прокуратуры Курортного района.